# Hannah Dodd
Ne doit pas être confondu avec Hannah Dodd (actrice).
Hannah Dodd (née le 27 avril 1992) est une sportive australienne, cavalière de dressage handisport puis joueuse de basket-ball en fauteuil roulant.

## Biographie
Hannah Dodd vient d'Arcadia (Nouvelle-Galles du Sud). Elle a deux frères aînés. Elle a un syndrome de régression caudale et un spina bifida avec une dystonie des membres supérieurs et il lui manque quatre vertèbres dans le dos. Quand elle a un an, ses reins commencent à défaillir, son système rénal entier doit être reconstruit. Elle peut marcher avec l'aide d'une prothèse et utilise également un fauteuil roulant. En 2012, elle est professeur d'équitation et étudiante à l'université occidentale de Sydney où elle se spécialise en sciences du sport et de l'exercice.

## Équitation

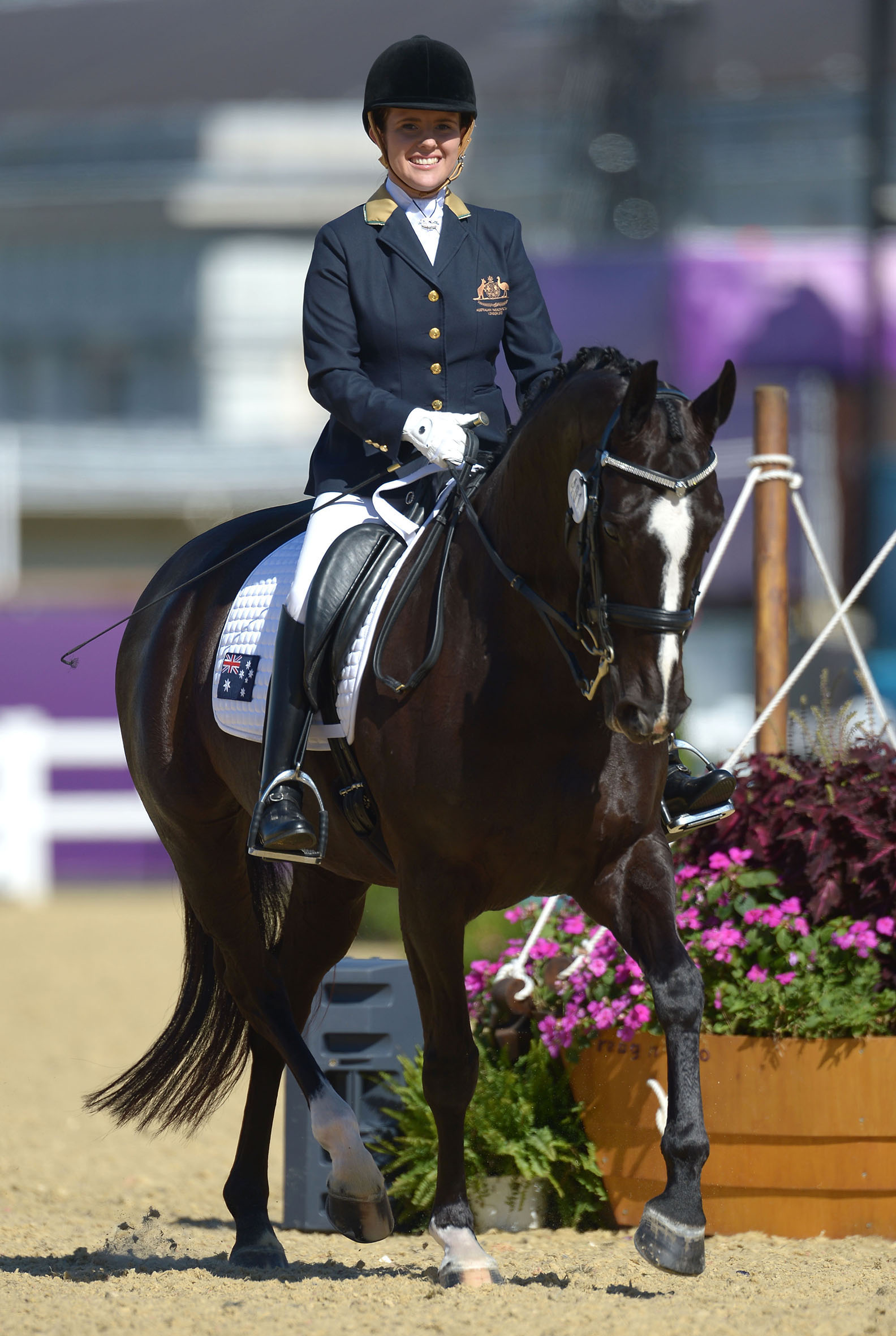
Dodd aux Jeux paralympiques d'été de 2012 à Londres

Hannah Dodd est une cavalière de niveau 4, entraînée par Peter Turner. En raison du syndrome de régression caudale, quand elle monte sur son cheval, elle se disloque plusieurs os à chaque fois, mais en raison des règles antidopage, elle doit trouver d'autres moyens de faire face à la douleur associée à la monte.
Dodd côtoie les chevaux depuis qu'elle a quatre mois et peut monter seule à deux ans, avant d'apprendre à marcher. Elle commence la compétition en 2005 et représente l'Australie pour la première fois en 2006, gagnant son premier prix en Angleterre cette année-là. En 2008, elle est la plus jeune lauréate des championnats nationaux australiens. Elle termine première à la coupe interscolaire de mars 2009 au St Ives Showground et deuxième aux championnats nationaux australiens de 2009, mais son cheval, Lucifer Dream, se blesse en 2009. En 2009 et 2010, elle cherche un autre cheval pour l'aider à passer la qualification paralympique. Elle remporte de nouveau les championnats nationaux australiens en 2011, ainsi que le championnat d'Océanie. En 2012, elle est la concurrente australienne la mieux classée dans son épreuve et son niveau.
Dodd est sélectionnée pour représenter l'Australie aux Jeux paralympiques d'été de 2012 à Londres dans des épreuves d'équitation avec son cheval Waikiwi. Elle est la plus jeune cavalière australienne. Elle est 12e de l'épreuve individuelle de la reprise imposée et 11e de l'épreuve de la reprise libre individuelle et par équipe.

## Basket-ball en fauteuil roulant

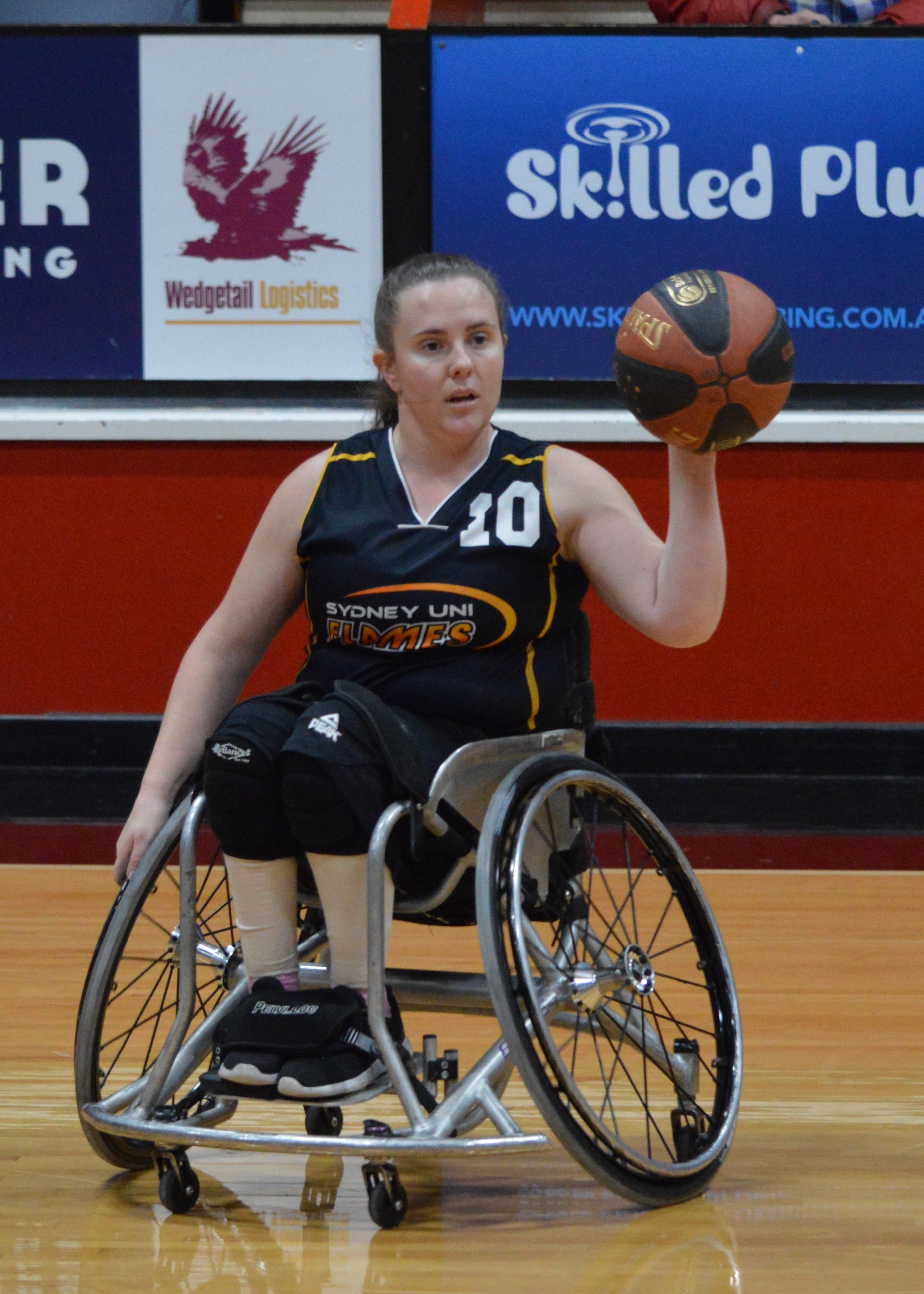
Hannah Dodd sous le maillot des Sydney University Flames

Après les Jeux paralympiques de Londres, Dodd commence le basket-ball en fauteuil roulant. Elle commence avec les Sydney University Flames dans le Championnat d'Australie féminin de basket-ball en fauteuil roulant (en) en 2013. Elle doit attacher ses doigts et ses poignets et se luxe généralement une épaule pendant un match. Si elle peut aller aux Jeux paralympiques d'été de 2016 à Rio de Janeiro, elle privilégierait le basket-ball.
Dodd fait ses débuts avec l'équipe nationale lors de la Coupe d'Osaka à Osaka en février 2015 et remporte la médaille de bronze. En juin 2015, Dodd est sélectionné au sein de l'équipe des moins de 25 ans pour le championnat du monde féminin de basketball en fauteuil roulant des moins de 25 ans 2015 à Pékin en juillet et gagne la médaille d'argent. Mais sa santé se dégrade. Elle doit utiliser un fauteuil roulant la plupart du temps. Son niveau de handicap pour ce sport change : au début 2.5 points puis en 2015 2 points et 1 point en juin 2017.